# Koblentz
Koblentz település Németországban, Mecklenburg-Elő-Pomeránia tartományban. Lakosainak száma 218 fő (2023. december 31.).

## Népesség
A település népességének változása:
| Lakosok száma | 212  | 216  | 200  | 222  | 218  |
|               | 2017 | 2019 | 2021 | 2022 | 2023 |